# Fresnoy-en-Chaussée

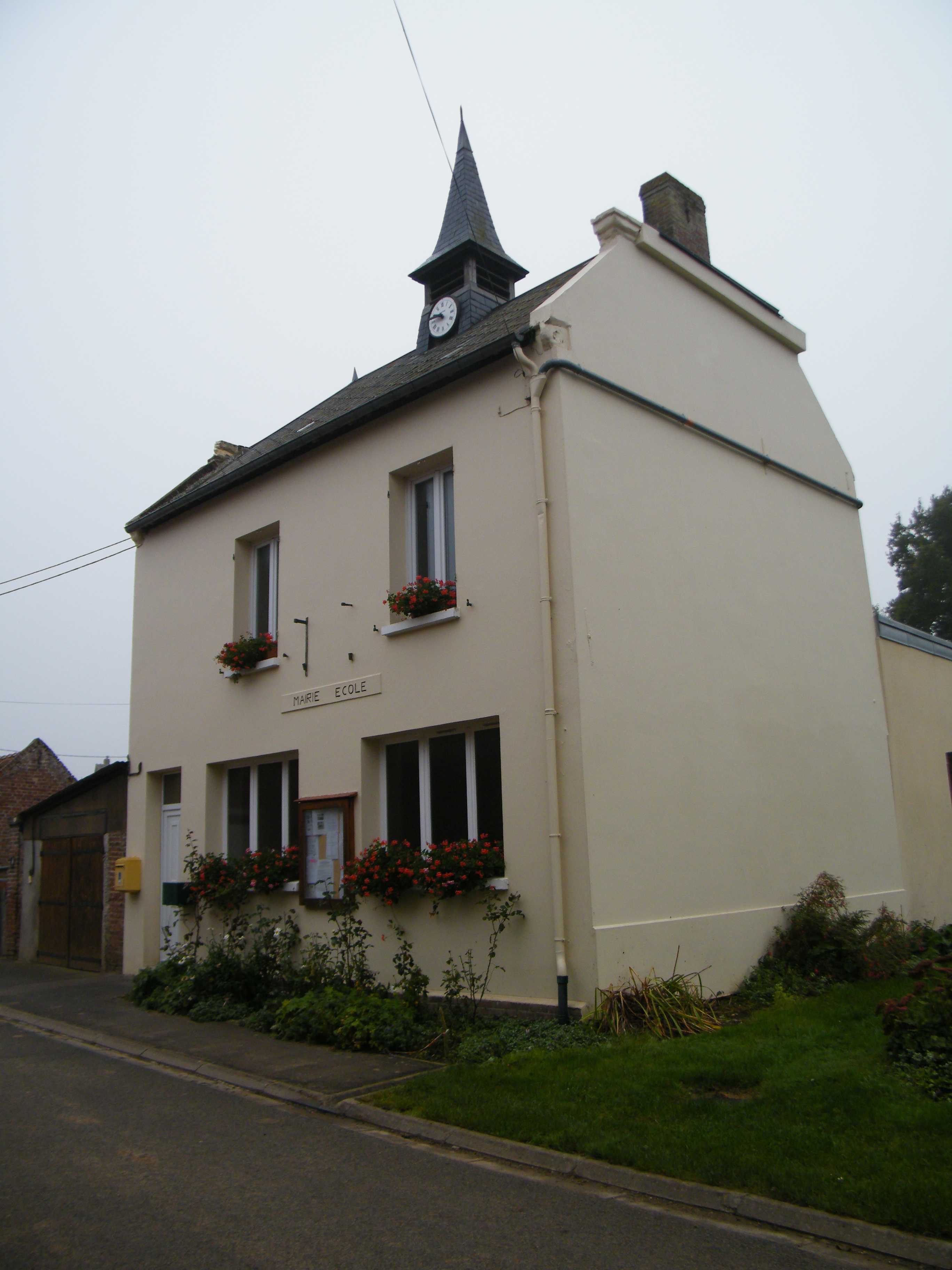
Rathaus von Fresnoy-en-Chaussée

Fresnoy-en-Chaussée (picardisch: Fréneu-in-Cœuchie) ist eine nordfranzösische Gemeinde mit 140 Einwohnern (Stand 1. Januar 2022) im Département Somme in der Region Hauts-de-France. Die Gemeinde liegt im Arrondissement Montdidier, ist Teil der Communauté de communes Avre Luce Noye und gehört zum Kanton Moreuil.

## Geographie
Die Gemeinde in der Landschaft Santerre wird im Norden durch die  Départementsstraße D934 (frühere Route nationale 334) begrenzt; sie liegt rund 8 km östlich von Moreuil.

## Geschichte
Die Gemeinde erhielt als Auszeichnung das Croix de guerre 1914–1918.

## Einwohner
| 1962 | 1968 | 1975 | 1982 | 1990 | 1999 | 2006 | 2010 |
| ---- | ---- | ---- | ---- | ---- | ---- | ---- | ---- |
| 97   | 103  | 67   | 73   | 84   | 111  | 110  | 108  |

## Verwaltung
Bürgermeister (maire) ist seit 2001 Francis Quillet.